# فهرست فیلم‌های مربوط به ال‌جی‌بی‌تی
این مقاله فهرستی از فیلم‌های مربوط به همجنس‌گرایی زنانه، مردانه، دوجنسی و تراجنسیتی را نشان می‌دهد. این فهرست شامل فیلم‌هایی است که موضوعاتی دربارهٔ مسائل یا شخصیت‌های قابل توجه ال‌جی‌بی‌تی را شامل می‌شود. عنوان فیلم به فارسی، عنوان اصلی، کشور مبدأ و سال تولید ذکر شده‌است و فهرست بر اساس حروف الفبا تنظیم شده‌است.

## ۰–۹
- ۱۰۱ ریکیاویک، ایسلند/دانمارک/نروژ/فرانسه (۲۰۰۰)
- ۱۲۰ تپش در دقیقه، (۱۲۰ ضربه در دقیقه)، فرانسه (۲۰۱۷)
- ۱۷ساله بودن، (Being 17)، فرانسه (۲۰۱۶)
- ۱۷ساله بودن، (Quand on a 17 ans)، فرانسه (۲۰۱۶)
- ۳ برده رقاص، (Le Clan)، فرانسه (۲۰۰۴)
- ۳ برده رقاص، (3 Dancing Slaves)، فرانسه (۲۰۰۴)
- ۴۹۱، سوئد (۱۹۶۴)
- ۵۴، ایالات متحده (۱۹۹۸)
- ۶۸، ایالات متحده (۱۹۸۸)
- ۸ زن، (8 femmes)، فرانسه/ایتالیا (۲۰۰۲)

## ا
- اتاق خودکشی، (Sala samobójców)، لهستان (۲۰۱۱)
- اتاق در رم، (Habitación en Roma)، اسپانیا (۲۰۱۰)
- اتو؛ یا برخاسته با مردگان، کانادا/آلمان (۲۰۰۸)
- اد وود، ایالات متحده (۱۹۹۴)
- ادوارد دوم، انگلستان (۱۹۹۱)
- ارتفاعات، ایالات متحده (۲۰۰۴)
- اروپا اروپا، آلمان/لهستان/فرانسه (۱۹۹۰)
- از این‌سو تا آن‌سوی دنیا، ایالات متحده (۲۰۰۷)
- از راه دور، (Desde allá)، ونزوئلا/مکزیک (۲۰۱۵)
- از راه دور، (From Afar)، ونزوئلا/مکزیک (۲۰۱۵)
- اسپارتاکوس، ایالات متحده (۱۹۶۰)
- اسپترس، هلند (۱۹۸۰)
- استون‌وال، ایالات متحده (۲۰۱۵)
- اسرار، (הסודות)، اسرائیل (۲۰۰۷)
- اسرار پیتزبورگ، ایالات متحده (۲۰۰۹)
- اسکات پیلگریم در برابر دنیا، ایالات متحده/انگلستان/ژاپن (۲۰۱۰)
- اسکار وایلد، انگلستان (۱۹۶۰)
- اسکندر، ایالات متحده (۲۰۰۴)
- اسکندریه… چرا؟، (Alexandria... Why?) (إسکندریة… لیه؟)، مصر (۱۹۷۸)
- اسکندریه… چرا؟، (إسکندریة لیه)، مصر/Algeria (1978)
- اسلینگ سنگاپوری، Greece (1990)
- اشک‌های تلخ پترا فون کانت، (Die bitteren Tränen der Petra von Kant)، آلمان (۱۹۷۲)
- اشلی، ایالات متحده (۲۰۱۳)
- اطلسی‌ها، ایالات متحده (۲۰۱۲)
- اکسوتیکا، کانادا (۱۹۹۴)
- اگر این دیوارها می‌توانستند صحبت کنند ۲، ایالات متحده (۲۰۰۰)
- ال.آی.ای.، ایالات متحده (۲۰۰۱)
- النا خام، ایالات متحده (۲۰۱۰)
- ام. باترفلای، ایالات متحده (۱۹۹۳)
- اما من یک تشویق کننده‌ام، ایالات متحده (۱۹۹۹)
- امتیاز، ایالات متحده (۱۹۷۴)
- انتقام خوره‌ها، ایالات متحده (۱۹۸۴)
- انعکاس در چشمان طلایی، ایالات متحده (۱۹۶۷)
- انگشتر، انگلستان (۲۰۰۵)
- او از من متنفر است، ایالات متحده (۲۰۰۴)
- اوج مخملی، انگلستان (۲۰۰۲)
- اورلاندو، انگلستان (۱۹۹۳)
- ایالات متحده عشق، (Zjednoczone Stany Miłości)، لهستان (۲۰۱۶)
- ایزی ای، ایالات متحده (۲۰۱۰)
- ایستگاه بعدی، روستای گرینویچ، ایالات متحده (۱۹۷۶)
- ایکس‌ایکس‌وای، آرژانتین (۲۰۰۷)
- این سه نفر، ایالات متحده (۱۹۳۶)
- اینطور چیزها، ایالات متحده (۱۹۷۹)
- آبان و خورشید، (Aban + Khorshid; آبان و خورشید)، ایالات متحده (۲۰۱۴)
- آب‌رنگ، ایالات متحده (۲۰۰۸)
- آبی، انگلستان (۱۹۹۳)
- آبی و نه خیلی صورتی، (Blue and Not So Pink; My Straight Son)، ونزوئلا (۲۰۱۲)
- آبی و نه خیلی صورتی، (Azul y no tan rosa; My Straight Son)، ونزوئلا (۲۰۱۲)
- آپارتمان صفر، انگلستان/آرژانتین (۱۹۸۹)
- آتش، (फायर)، هند/کانادا (۱۹۹۶)
- آتش‌بازی، ایالات متحده (۱۹۴۷)
- آخر هفته، انگلستان (۲۰۱۱)
- آخرالزمان، ایالات متحده (۲۰۰۳)
- آخرهفته طولانی، ایالات متحده (۱۹۸۹)
- آخرین خروجی به بروکلین، ایالات متحده/انگلستان/آلمان غربی (۱۹۸۹)
- آخرین روزها، ایالات متحده (۲۰۰۵)
- آدام، ایالات متحده (۲۰۱۹)
- آرارات، کانادا (۲۰۰۲)
- آرزو، (तमन्ना; Desire)، هند (۱۹۹۷)
- آشکار شده، (Fremde Haut)، آلمان/اتریش (۲۰۰۵)
- آشکار شده، (Unveiled)، آلمان/اتریش (۲۰۰۵)
- آغوش‌های گسسته، (Los abrazos rotos)، اسپانیا (۲۰۰۹)
- آفتاب تمیز کردن، ایالات متحده (۲۰۰۹)
- آقای ریپلی بااستعداد، ایالات متحده (۱۹۹۹)
- آلبرت نابز، Ireland/انگلستان (۲۰۱۱)
- آلوکاردا، دختر تاریکی، مکزیک (۱۹۷۸)
- آلیس، فرانسه (۲۰۰۲)
- آماده پوشیدن، ایالات متحده (۱۹۹۴)
- آمال لعنتی، (Fucking Åmål)، سوئد/دانمارک (۱۹۹۸)
- آمال لعنتی، (Show Me Love)، سوئد/دانمارک (۱۹۹۸)
- آمفتامین، (安非他命)، هنگ کنگ (۲۰۱۰)
- آمیزش جنسی سه‌نفره، ایالات متحده (۱۹۹۴)
- آنابل دوست داشتنی، ایالات متحده (۲۰۰۶)
- آنها عجیبند، ایالات متحده/فرانسه (۲۰۱۱)
- آوازخوان حرفه‌ای، ایالات متحده (۲۰۱۲)
- آیداهوی اختصاصی خودم، ایالات متحده (۱۹۹۱)

## ب
- با او حرف بزن، (Talk to Her)، اسپانیا (۲۰۰۰)
- با عشق، سایمون، ایالات متحده (۲۰۱۸)
- با هر تپش قلب، (Kyss mig; Kiss Me)، سوئد (۲۰۱۱)
- باری دیگر برایدزهد، انگلستان (۱۹۸۱)
- باری دیگر برایدزهد، انگلستان (۲۰۰۸)
- بازماندگان، ایالات متحده (۱۹۷۲)
- بازی تقلید، انگلستان (۲۰۱۴)
- بازی گریه، انگلستان (۱۹۹۲)
- باشگاه خریداران دالاس، ایالات متحده (۲۰۱۳)
- باشگاه مبارزه، ایالات متحده (۱۹۹۹)
- باغ، انگلستان (۱۹۹۰)
- بچه‌ها حالشان خوب است، ایالات متحده (۲۰۱۰)
- بدرود همخوابه من، (霸王别姬)، چین (۱۹۹۳)
- بدن جنیفر، ایالات متحده (۲۰۰۹)
- بدنام، ایالات متحده (۲۰۰۶)
- بدون پسران زندگی معنا ندارد، ایالات متحده (۱۹۹۵)
- برادرم… نیکل، هند (۲۰۰۵)
- برای سربازی گمشده، (For a Lost Soldier)، هلند (۱۹۹۲)
- برای سربازی گمشده، (Voor een verloren soldaat)، هلند (۱۹۹۲)
- برایدگروم، ایالات متحده (۲۰۱۳)
- بردگانی در زیر زمین، ایالات متحده (۱۹۹۷)
- برونو، ایالات متحده (۲۰۰۹)
- بسیار مراقبت می‌کنم، ایالات متحده (۲۰۲۰)
- بعد از سکس، ایالات متحده (۲۰۰۷)
- بعدازظهر سگی، ایالات متحده (۱۹۷۵)
- بلوار، ایالات متحده (۲۰۱۴)
- بلومینگتون، ایالات متحده (۲۰۱۰)
- بنزین، (Gasoline)، ایتالیا (۲۰۰۱)
- به دست آوردن وودستاک، ایالات متحده (۲۰۰۹)
- به دنبال ایمی، ایالات متحده (۱۹۹۷)
- به هیچ‌کس نگو، (Ne le dis à personne)، فرانسه (۲۰۰۶)
- به وانگ فو، با تشکر برای همه‌چیز! جولی نیومر، ایالات متحده (۱۹۹۵)
- بهتر از این نمی‌شه، ایالات متحده (۱۹۹۷)
- بهتر از شکلات، کانادا (۱۹۹۹)
- بهترین چیز بعدی، ایالات متحده (۲۰۰۰)
- به‌هرحال لارنس، کانادا (۲۰۱۲)
- بودن یا نبودن، ایالات متحده (۱۹۸۳)
- بورات، ایالات متحده (۲۰۰۶)
- بوس بوس بنگ بنگ، ایالات متحده (۲۰۰۵)
- بوسه، ایالات متحده (۱۹۶۳)
- بوسه پروانه، انگلستان (۱۹۹۵)
- بوسه زن عنکبوتی، ایالات متحده (۱۹۸۵)
- بوسه یهودا، ایالات متحده (۲۰۱۱)
- بوسیدن جسیکا استین، ایالات متحده (۲۰۰۱)
- بوفالوی آمریکایی، انگلستان/ایالات متحده (۱۹۹۶)
- بوکسور زیبا، (บิวตี้ฟูล บ๊อกเซอร์)، تایلند (۲۰۰۳)
- بوگی ووگی، انگلستان (۲۰۰۹)
- بیت، ایالات متحده (۲۰۰۰)
- بی‌حرکت ایستادن، ایالات متحده (۲۰۰۵)
- بیرون آمدن، East آلمان (۱۹۸۹)
- بیرون در تاریکی، (עלטה)، اسرائیل (۲۰۱۲)
- بی‌عیب، ایالات متحده (۱۹۹۹)
- بی‌غم، انگلستان (۲۰۰۸)
- بیف‌کیک، کانادا (۱۹۹۹)
- بیگانگان در ترن، ایالات متحده (۱۹۵۱)
- بیلی الیوت، انگلستان (۲۰۰۰)
- بیماری گرمسیری، (สัตว์ประหลาด)، تایلند (۲۰۰۴)
- بین خودمان، فرانسه (۱۹۸۳)

## پ
- پارانورمن، ایالات متحده (۲۰۱۲)
- پاریس ۰۵:۵۹: تئو و اوگو، (Paris 05:59)، فرانسه (۲۰۱۶)
- پاریس ۰۵:۵۹: تئو و اوگو، (Théo et Hugo dans le même bateau)، فرانسه (۲۰۱۶)
- پاریس در حال سوختن است، ایالات متحده (۱۹۹۰)
- پاریس، فرانسه، کانادا (۱۹۹۳)
- پایان زنده، ایالات متحده (۱۹۹۲)
- پایین‌رفتن در لا-لالند، ایالات متحده (۲۰۱۱)
- پدر بزرگ، ایالات متحده (۱۹۹۹)
- پدرخوانده‌های توکیو، (東京ゴッドファーザーズ)، ژاپن (۲۰۰۳)
- پدرو، ایالات متحده (۲۰۰۸)
- پذیرایی، (Service), Philippines (2008)
- پرتره بانویی در آتش، (Portrait de la jeune fille en feu)، فرانسه (۲۰۱۹)
- پرسشگان، ایالات متحده (۲۰۰۵)
- پرسونا، سوئد (۱۹۶۶)
- پرنده سفید در یک کولاک، فرانسه/ایالات متحده (۲۰۱۴)
- پروانه، (Hu Die; 蝴蝶)، هنگ کنگ (۲۰۰۴)
- پروانه، (蝴蝶; Butterfly)، هنگ کنگ (۲۰۰۴)
- پروژه آ-کو، (プロジェクトA子)، ژاپن (۱۹۸۶)
- پس از ساعات اداری، ایالات متحده (۱۹۸۵)
- پستوی سلولوئید، فرانسه/انگلستان/آلمان/ایالات متحده (۱۹۹۵)
- پسر، Philippines (2009)
- پسر احمق (Garçon stupide)، فرانسه/سوئیس (۲۰۰۴)
- پسر آبی کوچک، ایالات متحده (۱۹۹۷)
- پسر پاک شد، ایالات متحده (۲۰۱۸)
- پسر روزنامه فروش، ایالات متحده (۲۰۱۲)
- پسران چرم‌پوش، انگلستان (۱۹۶۴)
- پسران شرقی، فرانسه (۲۰۱۳)
- پسران شگفت‌انگیز، ایالات متحده (۲۰۰۰)
- پسرها در شن، ایالات متحده (۱۹۷۱)
- پسرها گریه نمی‌کنند، ایالات متحده (۱۹۹۹)
- پسری به نام سو، ایالات متحده (۲۰۰۰)
- پشت چلچراغ، ایالات متحده (۲۰۱۳)
- پلاک جنگی، ایالات متحده (۲۰۰۸)
- پلکان، انگلستان (۱۹۶۹)
- پنج حس اروس، (오감도)، Korea (2009)
- پنجره‌های روبرو، (La Finestra di fronte)، ایتالیا (۲۰۰۳)
- پوست رازآمیز، ایالات متحده/هلند (۲۰۰۴)
- پوستی که در آن زندگی می‌کنم، (La piel que habito)، اسپانیا (۲۰۱۱)
- پویش، (Thaang)، هند (۲۰۰۶)
- پیچک سمی، ایالات متحده (۱۹۹۲)
- پیش از آغاز شب، ایالات متحده (۲۰۰۰)
- پیک‌نیک در هنگینگ راک، استرالیا (۱۹۷۵)
- پی‌نوشت: گربه‌ات مرده، ایالات متحده (۲۰۰۲)
- پیوندهای مشترک: داستان‌هایی از لحاف چهل‌تکه، ایالات متحده (۱۹۸۹)

## ت
- تابستان ۸۵، (Été ۸۵)، فرانسه (۲۰۲۱)
- تابستان عشقی من، انگلستان (۲۰۰۴)
- تابلوی خانواده در صحنه‌ای از زندگی روزانه، (Gruppo di famiglia in un interno)، ایتالیا (۱۹۷۴)
- تاپ گان، (تونی اسکات)، ایالات متحده (۱۹۸۶)
- تازه‌کارها، ایالات متحده (۲۰۱۰)
- تاکسی به‌سوی توالت، (Taxi to the Toilet)، آلمان غربی (۱۹۸۱)
- تام در مزرعه، (Tom à la ferme)، کانادا (۲۰۱۳)
- تام‌بوی، فرانسه (۲۰۱۱)
- تب بهاری، (春风沉醉的晚上)، چین/هنگ کنگ/فرانسه (۲۰۰۹)
- تپش‌های قلب، (Les Amours imaginaires)، کانادا (۲۰۱۰)
- ترانزیت، (സഞ്ചാരം)، هند (۲۰۰۴)
- ترانه‌های عاشقانه، (Les Chansons d'amour)، فرانسه (۲۰۰۷)
- ترانه‌های عاشقانه، (Love Songs)، فرانسه (۲۰۰۷)
- تربیت بد، (La mala educación)، اسپانیا (۲۰۰۴)
- تربیت بد، (Bad Education)، اسپانیا (۲۰۰۴)
- ترنس‌آمریکا، ایالات متحده (۲۰۰۵)
- تستوسترون، ایالات متحده (۲۰۰۳)
- تشییع جنازه گل‌های رز، (薔薇の葬列)، ژاپن (۱۹۶۹)
- تصادف، کانادا/انگلستان (۱۹۹۶)
- تصور کن من و تو، انگلستان (۲۰۰۵)
- تغییر زمان، (Les temps qui changent)، فرانسه (۲۰۰۴)
- تقاطع میلر، ایالات متحده (۱۹۹۰)
- تقدیر، استرالیا (۲۰۱۴)
- تل استار: داستان جو میک، انگلستان (۲۰۰۸)
- تلما، نروژ (۲۰۱۷)
- تله مرگ، ایالات متحده (۱۹۸۲)
- تهیه‌کنندگان، ایالات متحده (۲۰۰۵)
- تو تنها نیستی، (Du er ikke alene)، دانمارک (۱۹۷۸)
- تو تنها نیستی، (You Are Not Alone)، دانمارک (۱۹۷۸)
- تو و من، (Ты и я; Finding t.A.T.u.)، روسیه/ایالات متحده (۲۰۰۸)
- توتسی، ایالات متحده (۱۹۸۲)
- توت‌فرنگی و شکلات، (Fresa y Chocolate)، کوبا/مکزیک/اسپانیا (۱۹۹۴)
- توت‌فرنگی و شکلات، (Strawberry and Chocolate)، کوبا/مکزیک/اسپانیا (۱۹۹۴)
- توئیست، کانادا (۲۰۰۳)

## ج
- جاده مالهالند، ایالات متحده (۲۰۰۱)
- جان مالکوویچ بودن، ایالات متحده (۱۹۹۹)
- جایگاه زیبایی، انگلستان/آلمان/ایالات متحده (۲۰۰۴)
- جایی که حقیقت دروغ می‌گوید، کانادا/انگلستان (۲۰۰۵)
- جعبه پاندورا، (Die Büchse der Pandora)، آلمان (۱۹۲۹)
- جعبه پاندورا، (Pandora's Box)، آلمان (۱۹۲۹)
- جفری دامر، ایالات متحده (۲۰۰۲)
- جک، ایالات متحده (۲۰۰۴)
- جمعه خوب طولانی، انگلستان (۱۹۸۰)
- جنایات جنسی، ایالات متحده (۱۹۹۸)
- جنگ ستارگان: خیزش اسکای‌واکر، ایالات متحده (۲۰۱۹)
- جهان غیرقابل مشاهده، آفریقای جنوبی/انگلستان (۲۰۰۷)
- جوری که نگاه می‌کند، (Hoje Eu Quero Voltar Sozinho)، برزیل (۲۰۱۴)
- جولیا بودن، ایالات متحده/کانادا/مجارستان/انگلستان (۲۰۰۴)
- جونزها، ایالات متحده (۲۰۰۹)
- جی. ادگار، ایالات متحده (۲۰۱۱)
- جیا، ایالات متحده (۱۹۹۸)
- جی‌اف‌کی، ایالات متحده (۱۹۹۱)
- جی‌بی‌اف، ایالات متحده (۲۰۱۳)

## چ
- چکمه‌های غیرعادی، انگلستان/ایالات متحده (۲۰۰۵)
- چگونه از یک طاعون جان به در ببریم، ایالات متحده (۲۰۱۲)
- چهار عروسی و یک تشییع جنازه، انگلستان (۱۹۹۴)
- چیز زیبا، انگلستان (۱۹۹۶)
- چیز مورد علاقه من، ایالات متحده (۱۹۹۸)
- چیزهایی که فقط با نگاه کردن می‌توانید به او بگویید، ایالات متحده (۲۰۰۰)

## ح
- حباب، (הבועה)، اسرائیل (۲۰۰۶)
- حتی دختران گاوچران هم نغمه‌های بلوز را می‌فهمند، ایالات متحده (۱۹۹۳)
- حلزون‌ها زیر باران، (שבלולים בגשם)، اسرائیل (۲۰۱۳)
- حمام، (Hamam: Il Bagno Turco)، ایتالیا/ترکیه/اسپانیا (۱۹۹۷)
- حمام، (Steam: The Turkish Bath)، ایتالیا/ترکیه/اسپانیا (۱۹۹۷)

## خ
- خانه تاریک قدیمی، ایالات متحده (۱۹۳۲)
- خانه‌ای برای تعطیلات، ایالات متحده (۱۹۹۵)
- خانه‌ای در انتهای دنیا، ایالات متحده (۲۰۰۴)
- خانواده استون، ایالات متحده (۲۰۰۵)
- خدایان و هیولاها، ایالات متحده (۱۹۹۸)
- خرید برای فنگس، ایالات متحده/کانادا (۱۹۹۷)
- خط صورتی نازک، ایالات متحده (۱۹۹۸)
- خم‌شده، انگلستان/ژاپن (۱۹۹۷)
- خواهر ماری، ایالات متحده (۲۰۱۱)
- خواهری پسران، ایالات متحده (۲۰۰۲)

## د
- داستان پیرا، (Storia di Piera)، ایتالیا (۱۹۸۳)
- داستان عامه‌پسند، ایالات متحده (۱۹۹۴)
- دایره، (Der Kreis)، سوئیس (۲۰۱۴)
- دایره، (The Circle)، سوئیس (۲۰۱۴)
- دختر، ایالات متحده/فرانسه (۲۰۰۰)
- دختر، بلژیک/هلند (۲۰۱۸)
- دختر بابی، Ireland (2002)
- دختر دانمارکی، ایالات متحده (۲۰۱۶)
- دختر شایسته اخلاق ۲: مسلح و شگفت‌انگیز، ایالات متحده (۲۰۰۵)
- دختر کثیف، ایالات متحده (۲۰۱۰)
- دختر، ازهم‌گسیخته، ایالات متحده (۱۹۹۹)
- دختران بدجنس، ایالات متحده (۲۰۰۴)
- دختران چلسی، ایالات متحده (۱۹۶۷)
- دختران خورشید، (دختران خورشید)، ایران (۲۰۰۰)
- دختران سفیدپوست، ایالات متحده (۲۰۰۴)
- دختران شو، ایالات متحده/فرانسه (۱۹۹۵)
- ددی و پاپا، ایالات متحده (۲۰۰۲)
- در جاده، برزیل/فرانسه/انگلستان/ایالات متحده (۲۰۱۲)
- در چنگ ارواح، انگلستان (۱۹۶۳)
- در زنجیر، ایالات متحده (۱۹۵۰)
- در زندگیم، Philippines (2009)
- در قلمرو احساسات، (愛のコリーダ; L'Empire des sens)، ژاپن/فرانسه (۱۹۷۶)
- در قلمرو احساسات، (愛のコリーダ; In the Realm of the Senses)، ژاپن/فرانسه (۱۹۷۶)
- در لباسی خیره‌کننده، ایالات متحده (۱۹۸۰)
- دردسرسازان، (Mine vaganti)، ایتالیا (۲۰۱۰)
- دره عروسک‌ها، ایالات متحده (۱۹۶۷)
- دره‌های عمیق، ایالات متحده (۲۰۱۳)
- درون و بیرون، ایالات متحده (۱۹۹۷)
- دریا، (El mar)، اسپانیا (۲۰۰۰)
- دریا، (The Sea)، اسپانیا (۲۰۰۰)
- دزد دریایی، (La Pirate)، فرانسه (۱۹۸۴)
- دزدی‌ها، (Les Voleurs)، فرانسه (۱۹۹۶)
- دزدی‌ها، (Thieves)، فرانسه (۱۹۹۶)
- دفتر خاطرات دختر گمشده، (Das Tagebuch einer Verlorenen)، آلمان (۱۹۲۹)
- دفتر خاطرات دختر گمشده، (Diary of a Lost Girl)، آلمان (۱۹۲۹)
- دل اغواگر، (心動)، هنگ کنگ (۱۹۹۹)
- دلتا، ایالات متحده (۱۹۹۶)
- دو آفتاب کم نور، چهار باران می‌آید، هند (۲۰۰۹)
- دور از بهشت، ایالات متحده (۲۰۰۲)
- دوریان گری، انگلستان (۲۰۰۹)
- دوستان پیتر، انگلستان (۱۹۹۲)
- دوستان و همسایگانت، ایالات متحده (۱۹۹۸)
- دوستانه، (दोस्ताना)، هند (۲۰۰۸)
- دوست‌پسرها، انگلستان (۱۹۹۶)
- دوستت دارم فیلیپ موریس، ایالات متحده/فرانسه (۲۰۰۹)
- دوست‌دختر، هند (۲۰۰۴)
- دوک بورگوندی، انگلستان/مجارستان (۲۰۱۴)
- دویدن با قیچی، ایالات متحده (۲۰۰۶)
- دی.ئی.بی.اس.، ایالات متحده (۲۰۰۴)

## ر
- رابطه یک‌شبه، ایالات متحده (۱۹۹۷)
- راپسودی برنج، (Hainan Chicken Rice 海南雞飯)، هنگ کنگ/سنگاپور/استرالیا (۲۰۰۴)
- راکت‌من، انگلستان/ایالات متحده (۲۰۱۹)
- راه دیگر، (Egymásra nézve)، مجارستان (۱۹۸۲)
- ربه‌کا، ایالات متحده (۱۹۴۰)
- رختشویخانه زیبای من، انگلستان (۱۹۸۵)
- رعدوبرق‌خورده، ایالات متحده (۲۰۱۲)
- رگبار، کانادا (۲۰۱۱)
- رنگ شب، ایالات متحده (۱۹۹۴)
- رنگ من کوبریک، انگلستان/فرانسه (۲۰۰۵)
- رنگین‌کمان، انگلستان (۱۹۸۹)
- روباه، ایالات متحده (۱۹۶۷)
- رود، (河流)، تایوان (۱۹۹۷)
- رودخانه سرخ، ایالات متحده (۱۹۴۸)
- روز بیست و چهارم، ایالات متحده (۲۰۰۴)
- روز والنتاین، ایالات متحده (۲۰۱۰)
- رؤیاپردازان، ایالات متحده (۲۰۰۳)
- رؤیایی برای یک بی‌خوابی، ایالات متحده (۱۹۹۶)
- ریتز، ایالات متحده (۱۹۷۶)

## ز
- زخم، (Inxeba)، آفریقای جنوبی/فرانسه/آلمان (۲۰۱۷)
- زمانه هاروی میلک، ایالات متحده (۱۹۸۴)
- زن در بالا، ایالات متحده (۲۰۰۰)
- زنان عاشق، انگلستان (۱۹۶۹)
- زندگی ادل، (Blue Is the Warmest Colour)، فرانسه (۲۰۱۳)
- زنده‌باد عشق، (愛情萬歲)، تایوان (۱۹۹۴)
- زیبایی، (Skoonheid)، آفریقای جنوبی (۲۰۱۱)
- زیبایی، (Beauty)، آفریقای جنوبی (۲۰۱۱)
- زیبایی آمریکایی، ایالات متحده (۱۹۹۹)
- زیر آفتاب توسکانی، ایالات متحده/ایتالیا (۲۰۰۳)

## س
- ساتیریکون فلینی، ایتالیا (۱۹۶۹)
- ساحل فوترو، (Futuro Beach)، برزیل/آلمان (۲۰۱۴)
- ساحل فوترو، (Praia do Futuro)، برزیل/آلمان (۲۰۱۴)
- ساختمان یعقوبیان، (عمارة یعقوبیان)، مصر (۲۰۰۶)
- ساعت بچه‌ها، ایالات متحده (۱۹۶۱)
- ساعت بچه‌ها، ایالات متحده (۱۹۶۱)
- ساعت‌ها، ایالات متحده/انگلستان (۲۰۰۲)
- سالو یا ۱۲۰ روز در سودوم، (Salò o le 120 giornate di Sodoma)، ایتالیا/فرانسه (۱۹۷۵)
- سباستین، انگلستان (۱۹۷۹)
- سبز، ایالات متحده (۲۰۱۱)
- سر در ابرها، انگلستان/کانادا (۲۰۰۴)
- سرپناه، ایالات متحده (۲۰۰۷)
- سرزمین خود خدا، انگلستان (۲۰۱۷)
- سرعت گری، ایالات متحده (۱۹۹۸)
- سرگرم کردن آقای اسلون، انگلستان (۱۹۷۰)
- سرهنگ ردل، (Oberst Redl), Redl ezredes، مجارستان/اتریش/آلمان غربی (۱۹۸۵)
- سفری با قایق، ایالات متحده (۲۰۰۳)
- سقوط آزاد، (Freier Fall)، آلمان (۲۰۱۳)
- سکوت بره‌ها، ایالات متحده (۱۹۹۱)
- سم، ایالات متحده (۱۹۹۱)
- سه، آلمان (۲۰۱۰)
- سه تابستان، (Tre somre)، دانمارک (۲۰۰۶)
- سه سرگشته در شب، ایالات متحده (۱۹۸۷)
- سیزده، ایالات متحده (۲۰۰۳)
- سیلک‌وود، ایالات متحده (۱۹۸۳)
- سیمون، هلند (۲۰۰۴)

## ش
- شاد در کنار هم، (春光乍泄)، هنگ کنگ (۱۹۹۷)
- شام آخر، کانادا (۱۹۹۴)
- شاه کبرا، ایالات متحده (۲۰۱۶)
- شاهدان، (Les Témoins)، فرانسه (۲۰۰۷)
- شاهدان، (The Witnesses)، فرانسه (۲۰۰۷)
- شاهین مالت، ایالات متحده (۱۹۴۱)
- شب ایگوانا، ایالات متحده/مکزیک (۱۹۶۴)
- شب بد، (Bad Night)، ایالات متحده (۱۹۸۵)
- شب‌های تالادگا، ایالات متحده (۲۰۰۶)
- شب‌های عیاشی، ایالات متحده (۱۹۹۷)
- شب‌های وحشی، (Les Nuits fauves)، فرانسه/ایتالیا/انگلستان (۱۹۹۲)
- شب‌های وحشی، (Savage Nights)، فرانسه/ایتالیا/انگلستان (۱۹۹۲)
- شبیه دیگران باش، (Transsexual in ایران)، ایران/انگلستان/ایالات متحده (۲۰۰۸)
- شرایط، (شرایط)، ایران (۲۰۱۱)
- شرتباس، ایالات متحده (۲۰۰۶)
- شش درجه جدایی، ایالات متحده (۱۹۹۳)
- شکر، کانادا (۲۰۰۴)
- شکل آب، ایالات متحده (۲۰۱۷)
- شکوه، ایالات متحده/انگلستان (۱۹۹۹)
- شنونده شب، ایالات متحده (۲۰۰۶)
- شهدا، فرانسه/کانادا (۲۰۰۸)
- شهر خرس ۲: خواستگاری، ایالات متحده (۲۰۱۲)
- شهر خرس، ایالات متحده (۲۰۱۰)
- شهرت، ایالات متحده (۱۹۸۰)
- شوشو، فرانسه (۲۰۰۳)
- شیطان خوش‌تیپ، Ireland (2016)
- شیوا بیبی، ایالات متحده/کانادا (۲۰۲۰)

## ص
- صبحانه در پلوتون، Ireland (2005)

## ض
- ضربه مغزی، ایالات متحده (۲۰۱۳)
- ضیافت عروسی، (喜宴)، تایوان/ایالات متحده (۱۹۹۳)

## ط
- طناب، ایالات متحده (۱۹۴۸)
- طولانی‌ترین فاصله، ایالات متحده (۲۰۰۵)

## ظ
- ظرف صابون، ایالات متحده (۱۹۹۱)

## ع
- عاشقان بلغاری، (Bulgarian Lovers)، اسپانیا (۲۰۰۳)
- عاشقان بلغاری، (Los Novios búlgaros)، اسپانیا (۲۰۰۳)
- عاشقانه بد، (花为眉)، چین (۲۰۱۱)
- عتیقه، (서양골동양과자점 엔티크)، Korea (2008)
- عروسی بهترین دوست من، ایالات متحده (۱۹۹۷)
- عزیز من سنیوریتا، (Mi querida señorita)، اسپانیا (۱۹۷۲)
- عزیزانت را بکش، ایالات متحده (۲۰۱۳)
- عشاق جنایتکار، (Les Amants criminels)، فرانسه (۱۹۹۹)
- عشاق موسیقی، انگلستان (۱۹۷۰)
- عشق پاینده، انگلستان (۲۰۰۴)
- عشق در واقع… چیز مزخرفی است!، (愛很爛)، هنگ کنگ/چین (۲۰۱۱)
- عشق عجیب است، ایالات متحده/فرانسه (۲۰۱۴)
- عشق نه، فقط دیوانگی، (Más que amor, frenesí)، اسپانیا (۱۹۹۶)
- عشق و بلایای دیگر، فرانسه/United Kingdom (2006)
- عشقت را می‌خواهم، ایالات متحده (۲۰۱۰, ۲۰۱۲)
- عوارض جانبی، ایالات متحده (۲۰۱۳)

## غ
- غروب خدایان، (La caduta degli dei; Die Verdammten)، ایتالیا/آلمان (۱۹۶۹)
- غرور، انگلستان (۲۰۱۴)
- غریبه کنار دریاچه، (L'Inconnu du lac)، فرانسه (۲۰۱۳)
- غریبه کنار دریاچه، (Stranger by the Lake)، فرانسه (۲۰۱۳)
- غریزه اصلی، ایالات متحده (۱۹۹۲)
- غیرممنوعه، ایالات متحده/انگلستان (۲۰۰۵)

## ف
- فاکس‌کچر، ایالات متحده (۲۰۱۴)
- فانکی‌تاون، کانادا (۲۰۱۱)
- فرشتگان در آمریکا، ایالات متحده (۲۰۰۳)
- فریدا، کانادا/مکزیک/ایالات متحده (۲۰۰۲)
- فگ‌باگ، ایالات متحده (۲۰۰۹)
- فلامینگوهای صورتی، ایالات متحده (۱۹۷۲)
- فن، ایالات متحده (۱۹۸۱)
- فول مانتی، انگلستان (۱۹۹۷)
- فیل، ایالات متحده (۲۰۰۳)
- فیلادلفیا، ایالات متحده (۱۹۹۳)
- فیلم راکی هارور، انگلستان (۱۹۷۵)
- فیلم ناطق تجربی دیکسون، ایالات متحده (۱۸۹۵)
- فیلومنا، انگلستان/ایالات متحده/فرانسه (۲۰۱۳)
- فینیکس، ایالات متحده (۲۰۰۶)

## ق
- قاتلان خون‌آشام‌های لزبین، انگلستان (۲۰۰۹)
- قانون میل، (La ley del deseo)، اسپانیا (۱۹۸۷)
- قانون میل، (Law of Desire)، اسپانیا (۱۹۸۷)
- قدیسان بوندوک، ایالات متحده (۱۹۹۹)
- قضیب‌لیسی، ایالات متحده (۱۹۶۴)
- قطار سریع‌السیر نیمه‌شب، ایالات متحده (۱۹۷۸)
- قطره‌های آب بر سنگ‌های گدازان، (Gouttes d'eau sur pierres brûlantes)، فرانسه (۲۰۰۰)
- قطره‌های آب بر سنگ‌های گدازان، (Water Drops on Burning Rocks)، فرانسه (۲۰۰۰)
- قفس پرنده، ایالات متحده (۱۹۹۶)
- قفسی برای دیوانگان، (Birds of a Feather)، فرانسه (۱۹۷۸)
- قفسی برای دیوانگان ۲، فرانسه (۱۹۸۰)
- قفسی برای دیوانگان ۳: عروسی، (La cage aux folles 3 – 'Elles' se marient)، فرانسه (۱۹۸۵)
- ققنوس وارد می‌شود، (大佬愛美麗)، هنگ کنگ (۲۰۰۴)
- قلب طبیعی، ایالات متحده (۲۰۱۴)
- قهرمانان خیالی، ایالات متحده (۲۰۰۴)
- قوی سیاه، ایالات متحده (۲۰۱۰)

## ک
- کاباره، ایالات متحده (۱۹۷۲)
- کابوم، ایالات متحده/فرانسه (۲۰۱۰)
- کابوی نیمه‌شب، ایالات متحده (۱۹۶۹)
- کاپوتی، کانادا/ایالات متحده (۲۰۰۵)
- کاپیتان مارول، ایالات متحده (۲۰۱۹)
- کاخ شرقی، کاخ غربی، (东宫西宫)، چین (۱۹۹۶)
- کارامل، (سکر بنات)، Lebanon (2007)
- کاراندیرو، برزیل/آرژانتین (۲۰۰۳)
- کاراواجو، انگلستان (۱۹۸۶)
- کارآگاه، ایالات متحده (۱۹۶۸)
- کارول، ایالات متحده (۲۰۱۵)
- کالبدشناسی دوزخ، (Anatomie de l'enfer)، فرانسه (۲۰۰۴)
- کالیگولا، ایالات متحده (۱۹۷۹)
- کاناپه، ایالات متحده (۱۹۶۴)
- کاندوم قاتل، (Kondom des Grauens)، آلمان (۱۹۹۶)
- کانی و کارلا، ایالات متحده (۲۰۰۴)
- کباب مخلوط، Belgium/ترکیه (۲۰۱۲)
- کجیلیونر، ایالات متحده (۲۰۲۰)
- کراکز، Ireland/انگلستان (۲۰۰۹)
- کریسمس مبارک، آقای لارنس، (戦場のメリークリスマス)، انگلستان/ژاپن (۱۹۸۳)
- کرینگتون، انگلستان (۱۹۹۵)
- کسوف کامل، Belgium/فرانسه/انگلستان/ایتالیا (۱۹۹۵)
- کشور دیگر، انگلستان (۱۹۸۴)
- کشیش، انگلستان (۱۹۹۴)
- کلاود اطلس، آلمان (۲۰۱۲)
- کلویی، ایالات متحده/کانادا/فرانسه (۲۰۰۹)
- کلید، ایالات متحده (۱۹۹۱)
- کمد، (Le Placard)، فرانسه (۲۰۰۱)
- کمد، (The Closet)، فرانسه (۲۰۰۱)
- کمدی موقعیت، فرانسه (۱۹۹۸)
- کنیز، (아가씨)، کره جنوبی (۲۰۱۶)
- کوتاه و بلند، (En Kort en lang)، دانمارک (۲۰۰۱)
- کوتاه و بلند، (Shake It All About)، دانمارک/آلمان (۲۰۰۱)
- کوچه بن‌بست، انگلستان (۲۰۱۰)
- کوهستان بروکبک، ایالات متحده (۲۰۰۵)
- کوئرله، آلمان غربی/فرانسه (۱۹۸۲)
- کوئیر آی، ایالات متحده (۲۰۱۸)
- کینزی، ایالات متحده (۲۰۰۴)

## گ
- گاسفورد پارک، انگلستان/ایالات متحده/آلمان/ایتالیا (۲۰۰۱)
- گرسنگی، انگلستان (۱۹۸۳)
- گروتسک، انگلستان (۱۹۹۵)
- گروه سرود، ایالات متحده (۱۹۸۵)
- گروهبان، ایالات متحده (۱۹۶۸)
- گشت‌زنی، ایالات متحده (۱۹۸۰)
- گلن یا گلندا، ایالات متحده (۱۹۵۳)
- گل‌های سوسن، کانادا (۱۹۹۶)
- گمشده و شوریدگی، کانادا (۲۰۰۱)

## ل
- لاسیدن، ایالات متحده/آلمان/ژاپن (۱۹۹۵)
- لال، انگلستان/آلمان (۲۰۱۸)
- لان یو، (蓝宇)، هنگ کنگ/چین (۲۰۰۱)
- لباس تابستانی، (A Summer Dress)، فرانسه (۱۹۹۶)
- لباس تابستانی، (Une robe d'été)، فرانسه (۱۹۹۶)
- لباس شب، (Tenue de soirée)، فرانسه (۱۹۸۶)
- لباس شب، فرانسه (۱۹۸۶)
- لبه بهشت، (Auf der anderen Seite), The Edge of Heaven، ترکیه/آلمان (۲۰۰۷)
- لبه بهشت، (Yaşamın Kıyısında), Auf der anderen Seite، ترکیه/آلمان (۲۰۰۷)
- لزبین‌های خون‌آشام، آلمان/اسپانیا (۱۹۷۱)
- للا و بیلی‌دکید، (Lola und Bilidikid)، آلمان (۱۹۹۹)
- لودویگ، فرانسه/ایتالیا/آلمان غربی (۱۹۷۲)
- لورنس عربستان، انگلستان (۱۹۶۲)
- لوستر، ایالات متحده (۲۰۰۲)
- لوکا، ایالات متحده (۲۰۲۱)
- لیدی برد، ایالات متحده (۲۰۱۷)
- لیز در سپتامبر، ونزوئلا (۲۰۱۳)
- لیزی، ایالات متحده، (۲۰۱۸)

## م
- ماجراهای پریسیلا، ملکه صحرا، استرالیا (۱۹۹۴)
- مادام ساتا، برزیل/فرانسه (۲۰۰۲)
- مانکن، ایالات متحده (۱۹۸۷)
- متصدی لباس، انگلستان (۱۹۸۳)
- مثل یک باکره، (천하장사 마돈나)، کره جنوبی (۲۰۰۶)
- محدودیت، ایالات متحده (۱۹۹۶)
- مدح، ایالات متحده (۲۰۰۴)
- مدیریت خشم، ایالات متحده (۲۰۰۳)
- مرا با نامت صدا کن، برزیل، فرانسه، ایتالیا، ایالات متحده (۲۰۱۷)
- مرکز دنیای من، (Center of My World)، آلمان (۲۰۱۶)
- مرکز دنیای من، (Die Mitte der Welt)، آلمان (۲۰۱۶)
- مرگ در مراسم خاکسپاری، ایالات متحده (۲۰۱۰)
- مرگ در ونیز، (Death in Venice)، ایتالیا/فرانسه (۱۹۷۱)
- مرگ در ونیز، (Morte a Venezia)، ایتالیا/فرانسه (۱۹۷۱)
- مزایای گوشه‌گیر بودن، ایالات متحده (۲۰۱۲)
- مسائل خاکستری، ایالات متحده (۲۰۰۶)
- مصاحبه با خون‌آشام، ایالات متحده (۱۹۹۴)
- معدن طلای مخملی، ایالات متحده (۱۹۹۸)
- معشوقه الوئیز، (Eloïse)، اسپانیا (۲۰۰۹)
- مغاک و آونگ، ایالات متحده/کانادا (۲۰۰۹)
- مقاصد بی‌رحمانه، ایالات متحده (۱۹۹۹)
- مکان تاریک، ایالات متحده (۲۰۱۴)
- مکس دیوانه ۲، استرالیا (۱۹۸۲)
- ملاقات با اسپارتی‌ها، ایالات متحده (۲۰۰۸)
- ملک طلق، ایالات متحده (۲۰۰۷)
- ملکه کریستینا، ایالات متحده (۱۹۳۳)
- ملکه‌ها، (Queens)، اسپانیا (۲۰۰۶)
- ملکه‌ها، (Reinas)، اسپانیا (۲۰۰۶)
- من به اندی وارهول شلیک کردم، انگلستان/ایالات متحده (۱۹۹۶)
- من بوسه نیستم، (J'embrasse pas)، فرانسه (۱۹۹۱)
- من بوسه نیستم، (I Don't Kiss)، فرانسه (۱۹۹۱)
- من مادرم را کشتم (J'ai tué ma mère)، کانادا (۲۰۰۹)
- من مایکل هستم، ایالات متحده (۲۰۱۵)
- من نمی‌توانم درست فکر کنم، انگلستان/هند (۲۰۰۷)
- منفجرش کن، ایالات متحده (۱۹۹۶)
- مهتاب، ایالات متحده (۲۰۱۶)
- مهمانان ناخوانده عروسی، ایالات متحده (۲۰۰۵)
- مهمانی ساحل روانی، ایالات متحده (۲۰۰۱)
- مو، ایالات متحده/آلمان (۱۹۷۹)
- موجودات آسمانی، انگلستان/آلمان/نیوزلند (۱۹۹۴)
- موریس، انگلستان (۱۹۸۷)
- موزون، انگلستان (۲۰۱۴)
- موزیکال دبیرستان ۲، ایالات متحده (۲۰۰۷)
- می، ایالات متحده (۲۰۰۲)
- میدان تایمز، ایالات متحده (۱۹۸۰)
- میس سان‌شاین کوچولو، ایالات متحده (۲۰۰۶)
- میکل، (Mikaël)، آلمان (۱۹۲۴)
- میلک، ایالات متحده (۲۰۰۸)
- میمون‌صفت، ایالات متحده (۱۹۹۵)
- میوه غریب، ایالات متحده (۲۰۰۴)

## ن
- نارسیسوس صورتی، ایالات متحده (۱۹۷۱)
- نارنجی ببری، ایالات متحده (۲۰۱۴)
- نافرمانی، انگلستان، Ireland, ایالات متحده (۲۰۱۷)
- ناگهان تابستان گذشته، ایالات متحده (۱۹۵۹)
- ناگهان، (Suddenly)، آرژانتین/هلند (۲۰۰۲)
- نان سیاه، (Pa negre)، اسپانیا (۲۰۱۰)
- ناهار عریان، کانادا/انگلستان/ژاپن (۱۹۹۱)
- نبرد دو جنس، ایالات متحده (۲۰۱۷)
- نجات‌یافته!، ایالات متحده (۲۰۰۴)
- نسل نابودی، ایالات متحده (۱۹۹۵)
- نفرین‌شده، ایالات متحده/آلمان (۲۰۰۵)
- نقطه مقابل سکس، ایالات متحده (۱۹۹۸)
- نمی‌دانم چرا، (Don't Know Why; ডাননো ওয়াই... না জানে কিঁউ)، هند (۲۰۱۰)
- نه حس، (நவரசா)، هند (۲۰۰۵)
- نیایش‌ها برای بابی، ایالات متحده (۲۰۰۹)
- نیزار وحشی، (Les roseaux sauvages)، فرانسه (۱۹۹۴)
- نیش واقعی، ایالات متحده (۱۹۹۴)
- نیلوفرهای آبی، (Naissance des Pieuvres)، فرانسه (۲۰۰۷)
- نیلوفرهای آبی، (Water Lilies)، فرانسه (۲۰۰۷)
- نیمفومانیاک، دانمارک (۲۰۱۳)
- نیمه‌شب در باغ خوب و بد، ایالات متحده (۱۹۹۷)
- نیوکاسل، استرالیا (۲۰۰۸)

## ه
- هانای آزاد، ایالات متحده (۲۰۰۹)
- هاوایی، آرژانتین (۲۰۱۳)
- هپی، تگزاس، ایالات متحده (۱۹۹۹)
- هتل نیوهمپشایر، ایالات متحده/کانادا/انگلستان (۱۹۸۴)
- هتلبان شب، ایتالیا (۱۹۷۴)
- هجده، کانادا (۲۰۰۴)
- هرکس را که می‌خواهید ببوسید، (Embrassez qui vous voudrez)، فرانسه/انگلستان/ایتالیا (۲۰۰۲)
- هرکس مرا دوست دارد می‌تواند سوار قطار شود، (Ceux qui m'aiment prendront le train)، فرانسه (۱۹۹۸)
- هرکس مرا دوست دارد می‌تواند سوار قطار شود، (Those Who Love Me Can Take the Train)، فرانسه (۱۹۹۸)
- هزارتوی شور، (Laberinto de pasiones)، اسپانیا (۱۹۸۲)
- هفت‌آیین، (Het sacrament), Belgium (1989)
- همدم طولانی مدت، ایالات متحده (۱۹۹۰)
- همه چیز درباره مادرم، (Todo sobre mi madre)، اسپانیا/فرانسه (۱۹۹۹)
- همه چیز درباره مادرم، (All About My Mother)، اسپانیا/فرانسه (۱۹۹۹)
- همه در مورد جیمی صحبت می‌کنند، انگلستان/آمریکا (۲۰۲۱)
- همه زندگی من، (طول عمری؛ All My Life)، مصر (۲۰۰۸)
- همه زندگی من، (طول عمری؛ Toul omry)، مصر (۲۰۰۸)
- همه مردان ملکه، آلمان/اتریش (۲۰۰۱)
- همه‌چیز در مورد پسر، ایالات متحده (۲۰۰۱)
- همه‌چیز درباره آنا، دانمارک (۲۰۰۵)
- هنری و جون، ایالات متحده (۱۹۹۰)
- هیچ‌کجا، ایالات متحده (۱۹۹۷)
- هیولا، ایالات متحده (۲۰۰۳)
- هیولای کمد، کانادا (۲۰۱۵)

## و
- و سپس لولا آمد، ایالات متحده (۲۰۰۹)
- و سپس ما رقصیدیم، (და ჩვენ ვიცეკვეთ)، سوئد، Georgia (2019)
- والری و هفته عجایبش، (Valerie a týden divů)، جمهوری چک (۱۹۷۰)
- وایلد، انگلستان (۱۹۹۷)
- وزن، (무게)، کره جنوبی (۲۰۱۲)
- وقار وحشی، ایالات متحده/فرانسه/اسپانیا (۲۰۰۷)
- وقت ازدواج خیلی حواست باشه، هند (۲۰۲۰)
- وقت رفتن، (Le Temps qui reste)، فرانسه (۲۰۰۵)
- وقت رفتن، (Time to Leave)، فرانسه (۲۰۰۵)
- وقتی که شب در حال سقوط است، کانادا (۱۹۹۵)
- وی مثل وندتا، ایالات متحده (۲۰۰۵)
- ویتگنشتاین، انگلستان (۱۹۹۳)
- ویک و فلو یک خرس دیدند، (Vic et Flo ont vu un ours)، کانادا (۲۰۱۳)
- ویکی کریستینا بارسلونا، ایالات متحده/اسپانیا (۲۰۰۸)
- وینیل، ایالات متحده (۱۹۶۵)

## ی
- یاجی و کیتا: زائران نیمه شب، (真夜中の弥次さん喜多さん)، ژاپن (۲۰۰۵)
- یک پایان عالی، ایالات متحده (۲۰۱۲)
- یک جنایت آمریکایی، ایالات متحده (۲۰۰۷)
- یک روز بخصوص، (A Special Day)، ایتالیا (۱۹۷۷)
- یک روز بخصوص، (Una Giornata particolare)، ایتالیا (۱۹۷۷)
- یک گل یخ‌زده، (쌍화점)، کره جنوبی (۲۰۰۸)
- یک ماجراجویی کاملاً بزرگ، انگلستان (۱۹۹۵)
- یک مرد مجرد، ایالات متحده (۲۰۰۹)
- یک نوک زبان عسل، انگلستان (۱۹۶۱)
- یکشنبه خونین یکشنبه، انگلستان (۱۹۷۱)
- یوسی و جاگر، (יוסי וג'אגר)، اسرائیل (۲۰۰۲)